# Fabiola Yáñez
Fabiola Andrea Yáñez (Villa Regina, Río Negro; 14 de julio de 1981) es una periodista, panelista de televisión y actriz argentina, expareja de Alberto Fernández, presidente de la Nación Argentina, desde 2019 hasta 2023, por lo que ocupó durante su mandato el rol de primera dama.

## Biografía
Fabiola Yáñez nació en Villa Regina, pero vivió en la provincia de Misiones y en las ciudades santafesinas de Rosario y San Lorenzo debido al trabajo de su padre. Se recibió de periodista por la Universidad de Palermo, a la vez que estudiaba actuación con Dora Baret y Matías Gandolfo en el Actor's Studio de Carlos Gandolfo. Además realizó primer año de la carrera de locución en el Instituto Superior de Enseñanza Técnica N.º 18, de Rosario. Comenzó a actuar a los diecienueve años en pequeñas obras de teatro en Rosario.

## Carrera
Debutó en televisión como conductora de Junior TV, un programa infantil de Canal 3 de Rosario, entre diciembre de 2002 y enero de 2004. Fue notera en Estrictamente personal, un programa sobre sexualidad, para Canal 6 de Rosario y conductora de un programa semanal en Radio X4 Rosario. Realizó modelaje en desfiles, gráficas, producciones y portfolios de moda para los programas Look y Tendencia emitidos por Canal 3 de Rosario. 
Participó de la obra de teatro Romeo y Julieta, adaptación de Daniela Ominetti, como coprotagonista. Trabajó en la producción de una corresponsalía de noticias en Argentina para Telemundo, y realizó una investigación periodística para un documental de cine junto a Gastón Pauls y Edgardo Esteban entre 2006 y 2007.
Fue panelista del programa de la vedette Moria Casán, Incorrectas, durante 2018 por el canal América TV; columnista en el programa de Radio 10, Común y Corriente, junto a Nora Briozzo y Néstor Dib, y protagonizó la obra de teatro ¡Otra vez papá! Después de los 50 junto con el músico Manuel Wirtz, bajo la dirección de Manuel González Gil.
En 2020 fue presentada por el Banco Nación como presidenta honorífica de la fundación Banco Nación.

## Vida personal
Fabiola Yáñez conoció a Alberto Fernández en 2013 cuando le realizó una entrevista para su tesis sobre la relación interdiscursiva entre el diario Clarín y el gobierno de Néstor Kirchner. Fabiola Yáñez y Alberto Fernández comenzaron su noviazgo en 2014.
El 23 de septiembre de 2021 la Unidad Médica Presidencial divulgó mediante un informe que la primera dama estaría embarazada y cursando su décima semana de gestación. El 11 de abril de 2022 nació su hijo Francisco Fernández Yáñez a la 1.22 de la madrugada pesando 3,510 kg.

## Controversias

### Denuncia por violencia de género
El 6 de agosto del año 2024, Yáñez denunció al expresidente y expareja Alberto Fernández por presuntos hechos de violencia de género hacia su persona. La denuncia comenzó con un peritaje que el Poder Judicial hizo del celular de la secretaria de Alberto Fernández, durante la investigación de una causa por supuestas contrataciones irregulares de seguros con fondos del Estado Nacional durante su gobierno. En el celular se encontraron chats entre Yáñez y la secretaria relatando episodios de violencia de género cuando ambos vivían en la Quinta de Olivos. Ante la denuncia, el juez dictó una orden de restricción y le prohibió salir del país al expresidente.
Al respecto, el exmandatario compartió un comunicado donde negó la acusación y prometió aportar pruebas ante la Justicia que demuestren su inocencia.

### Celebración de cumpleaños en cuarentena
El 13 de agosto del 2021 comenzó a circular por la prensa una foto del 14 de julio del 2020 (durante la pandemia de COVID-19), donde se veía a la entonces primera dama junto al presidente Alberto Fernández y otras diez personas en la celebración del cumpleaños de la primera, sin distanciamiento ni barbijo. En ese momento, las reuniones sociales en espacios cerrados estaban prohibidas por el DNU 576/2020.
Al día siguiente el presidente, en un acto en Olavarría, dedicó unos minutos para hablar de la situación y manifestó que «El 14 de julio, día de cumpleaños de mi 'querida Fabiola', ella convocó a una reunión con amigos y un brindis que no debió haberse hecho. Lamento que haya ocurrido. Mirando en retrospectiva debí haber tenido más cuidados, que evidentemente no los tuve».